# Bisonbusksläktet
Bisonbusksläktet (Shepherdia) är ett växtsläkte i familjen havtornsväxter med 3 arter som förekommer naturligt i Nordamerika. De odlas som trädgårdsväxter i Sverige.
Släktet består av lövfällande buskar eller små träd som sprider sig med hjälp av utlöpare. De är tvåbyggare. Bladen är täckta med silverfärgade fjäll. Blommorna sitter ensamma eller i samlingar i bladvecken. Fodret är gröngult till gult. Kronblad saknas. Frukten är en nöt som är innesluten i en köttig blombotten.
Frukten är ätlig, men ofta bitter och sträv. De äts gärna av björnar.